# Streitkräfte Bangladeschs
Die Streitkräfte Bangladeschs (offizielle Bezeichnung: Bangladesh Armed Force; bengalisch: বাংলাদেশ সশস্ত্র বাহিনী, bāṃlādeś saśastra bāhinī) sind das Militär von Bangladesch.

## Organisation und Führung
Der Commander-in-Chief (Oberbefehlshaber) ist der Präsident Bangladeschs.
Neben dem Oberbefehlshaber hat jede Teilstreitkraft (s. Abschnitt Teilstreitkräfte) einen weiteren eigenen Oberbefehlshaber.
| Teilstreitkraft | Oberbefehlshaber                         | Bezeichnung              |
| --------------- | ---------------------------------------- | ------------------------ |
| Heer            | General Aziz Ahmed                       | Chief of Army Staff      |
| Luftwaffe       | Air Chief Marshal Masihuzzaman Serniabat | Chief of Air Staff       |
| Marine          | Vice Admiral Zahir Uddin Ahmed           | Chief of the Naval Staff |

## Teilstreitkräfte
Die Streitkräfte Bangladeschs sind in drei Teilstreitkräfte unterteilt: das Heer, die Luftstreitkräfte und die Marine.

### Heer

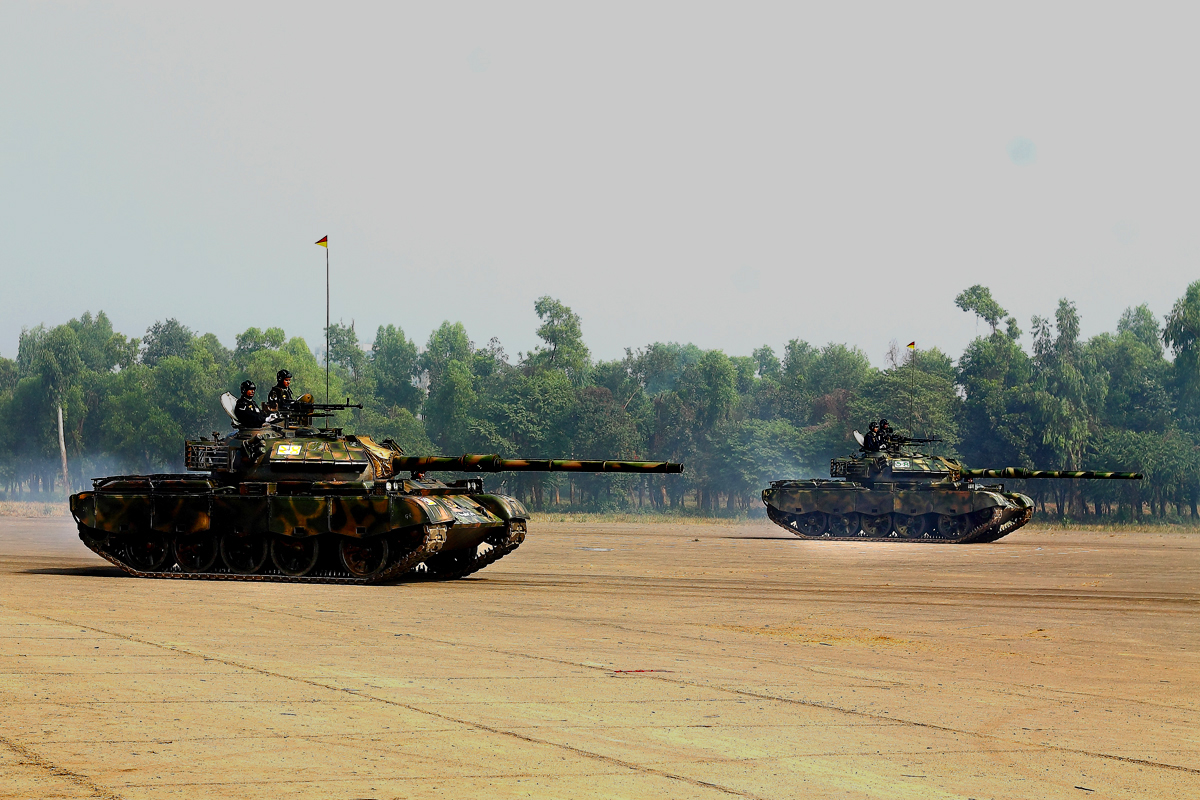
Type-69-IIM-Panzer des Heeres

Das Heer umfasst derzeit ca. 132.150 Mann und ist damit die größte Teilstreitkraft der bangladeschischen Streitkräfte.
Das Heer wird derzeit von China, Frankreich, Deutschland, Russland, Südkorea, Vereinigtes Königreich, den USA und Malaysia beliefert.

### Luftstreitkräfte
Die Luftstreitkräfte Bangladeschs umfassen derzeit 14.000 Soldaten. Die Luftwaffe verfügt über folgende Flugzeugtypen (Stand Ende 2021):
| Flugzeug                  | Foto           | Herkunft                      | Verwendung             | Version        | Aktiv          | Bestellt       | Anmerkungen    |
| Kampfflugzeuge            | Kampfflugzeuge | Kampfflugzeuge                | Kampfflugzeuge         | Kampfflugzeuge | Kampfflugzeuge | Kampfflugzeuge | Kampfflugzeuge |
| ------------------------- | -------------- | ----------------------------- | ---------------------- | -------------- | -------------- | -------------- | -------------- |
| J-7                       |                | Volksrepublik China           | Abfangjäger            | F-7BGI         | 36             |                |                |
| Mikojan-Gurewitsch MiG-29 |                | Sowjetunion                   | Mehrzweckkampfflugzeug |                | 8              |                |                |
| Transportflugzeuge        |                |                               |                        |                |                |                |                |
| An-32                     |                | Sowjetunion                   | Transportflugzeug      |                | 3              |                |                |
| C-130 Hercules            |                | Vereinigte Staaten            | Transportflugzeug      | C-130B         | 4              |                |                |
| C-130 Hercules            |                | Vereinigte Staaten            | Transportflugzeug      | C-130J         | 3              |                |                |
| L-410                     |                | Tschechoslowakei              | Transportflugzeug      |                | 3              |                |                |
| Schulflugzeuge            |                |                               |                        |                |                |                |                |
| Shenyang J-6              |                | Volksrepublik China           | Schulflugzeug          | FT-6           | 9              |                |                |
| J-7                       |                | Volksrepublik China           | Schulflugzeug          | FT-7           | 11             |                |                |
| K-8 Karakorum             |                | Volksrepublik China/ Pakistan | Schulflugzeug          |                | 14             |                |                |
| L-39 Albatros             |                | Tschechoslowakei              | Schulflugzeug          |                | 7              |                |                |
| Jak-130                   |                | Russland                      | Schulflugzeug          |                | 14             |                |                |
| Grob G 120TP              |                | Deutschland                   | Schulflugzeug          |                |                | 24             |                |
| Hubschrauber              |                |                               |                        |                |                |                |                |
| AgustaWestland AW139      |                | Italien                       | Mehrzweckhubschrauber  |                | 4              |                |                |
| Bell 212                  |                | Vereinigte Staaten            | Mehrzweckhubschrauber  |                | 14             |                |                |
| Mil Mi-8                  |                | Sowjetunion                   | Mehrzweckhubschrauber  | Mi-17Mi-171    | 35             |                |                |
| Schulungshubschrauber     |                |                               |                        |                |                |                |                |
| AW119 Koala               |                | Italien                       | Schulungshubschrauber  |                | 2              |                |                |
| Bell 206                  |                | Vereinigte Staaten            | Schulungshubschrauber  |                | 6              |                |                |

### Marine

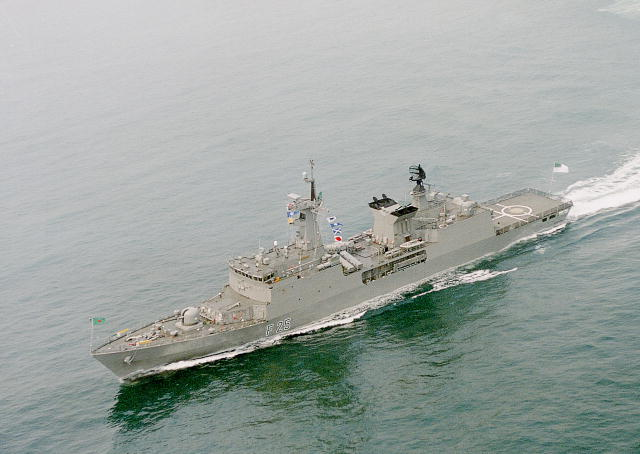
Die Bangabandhu der Marine

Die bangladeschische Marine umfasst 16.900 Angehörige. Unter anderem auch ca. 80 Kampfschiffe und 4 Marineflieger (2 davon von einem deutschen Hersteller).

## Einsätze
Seit der Gründung 1971 waren die bangladeschischen Streitkräfte an folgenden militärische Konflikte beteiligt:
- Bangladesch-Krieg
- Chittagong-Hill-Tracts-Konflikt
- Zweiter Golfkrieg

### Friedensmissionen

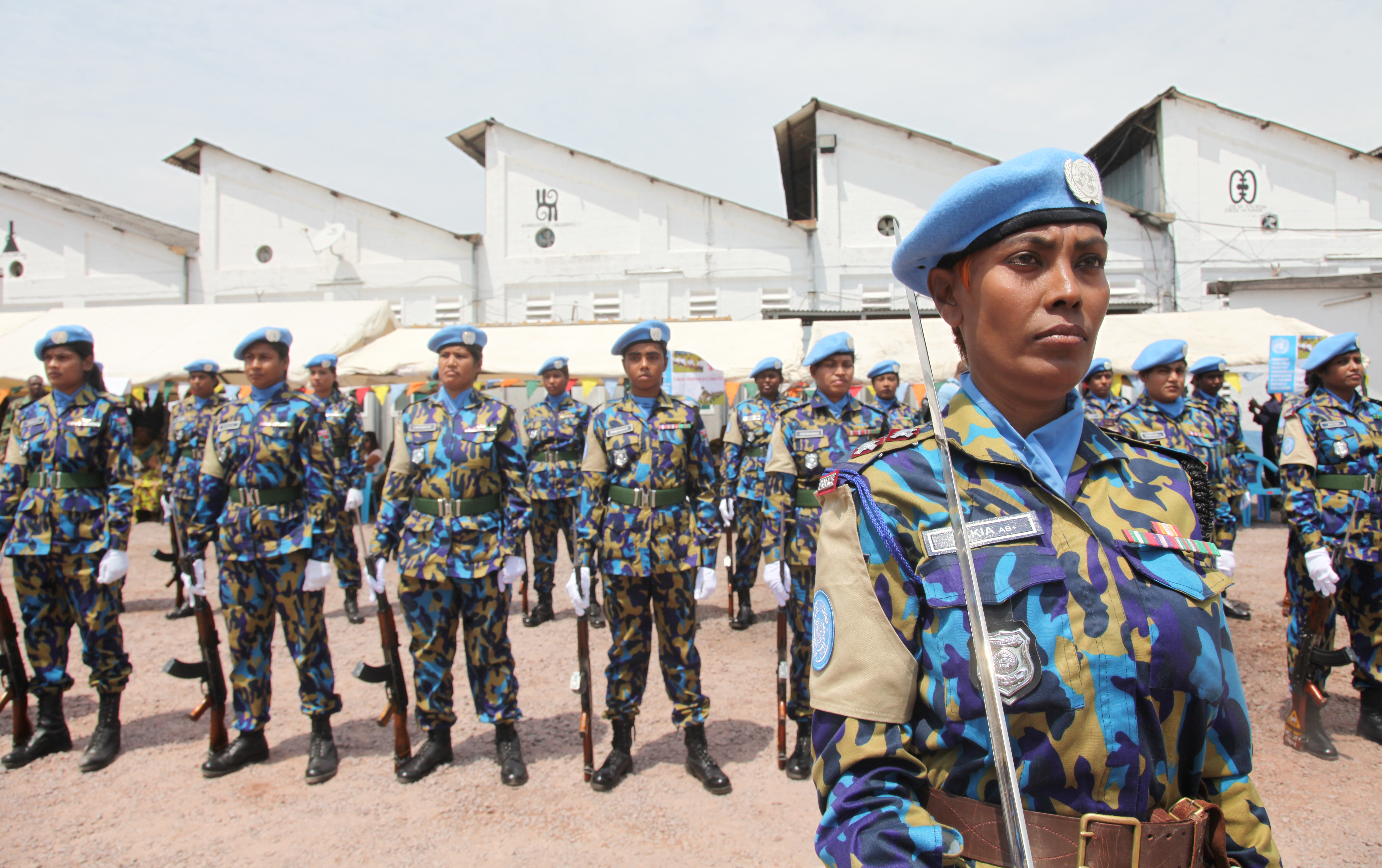
Soldatinnen der UN-Friedenstruppe im Kongo

Rund 10.498 Soldaten sind hierbei im Einsatz als Friedenstruppen der Vereinten Nationen, damit rangiert Bangladesch an erster Stelle. Mehrfach wurde bangladeschisches Führungspersonal zu Kommandeuren von Friedensmissionen ernannt.
| UN-Mission                            | Soldaten | Militärbeobachter | Polizisten |
| ------------------------------------- | -------- | ----------------- | ---------- |
| BINUB (Burundi)                       | —        | 1                 | —          |
| MINURCAT (Zentralafrik. Rep., Tschad) | —        | 1                 | —          |
| MINURSO (Westsahara)                  | —        | 8                 | —          |
| MONUC (Dem. Rep. Kongo)               | 1.331    | 25                | 248        |
| UNAMA (Afghanistan)                   | —        | 1                 | —          |
| UNAMID (Darfur, Sudan)                | 5        | —                 | 162        |
| UNIOSIL (Sierra Leone)                | —        | 65                | —          |
| UNMEE (Äthiopien, Eritrea)            | 2        | 2                 | —          |
| UNMIK (Kosovo)                        | —        | 2                 | 150        |
| UNMIL (Liberia)                       | 2.392    | 18                | 17         |
| UNMIS (Sudan)                         | 1.542    | 9                 | 35         |
| UNMIT (Osttimor)                      | —        | 4                 | 193        |
| UNOCI (Elfenbeinküste)                | 2.717    | 11                | 252        |
| UNOMIG (Georgien)                     | —        | 7                 | —          |